# Норфолкський швидкісний трамвай
Норфолкський швидкісний трамвай (англ. Tide Light Rail) — лінія легкорейкового транспорту в місті Норфолк, Вірджинія, США.

## Історія
Спочатку планувалась лінія легкорейкового транспорту, що сполучала міста Норфолк і Вірджинія-Біч, але на проведеному в 1999 році референдумі мешканці Вірджинії-Біч виступили проти будівництва ЛРТ. Проте влада Норфолку вирішила не відмовлятися від своєї частини проекту, у 2006 році була подана заявка на отримання федерального гранту на будівництво ЛРТ. Будівництво розпочалося наприкінці 2007 року, лінія відкрилася у 2011 році.

## Лінія
Довжина єдиної в місті лінії становить 11,9 км з 11 зупинками. Лінія починається біля медичного центру східної Вірджинії та Норфолкського форту й прямує на схід до Ньютаун-роуд, що на межі Норфолку та Вірджинія-Біч. Більша частина лінії побудована вздовж закинутої залізничної лінії, пасажирські перевезення на якій припинилися ще у середині 1940-х, а вантажні у 1980-х роках. Будівництво лінії коштувало 318 млн доларів США.
Інтервал руху починається від 10 хвилин у годину пік до 30 хвилин пізно ввечері та рано вранці. Працює від 6:00 до 0:00, у неділю працює від 11:00 до 21:00.

## Галерея

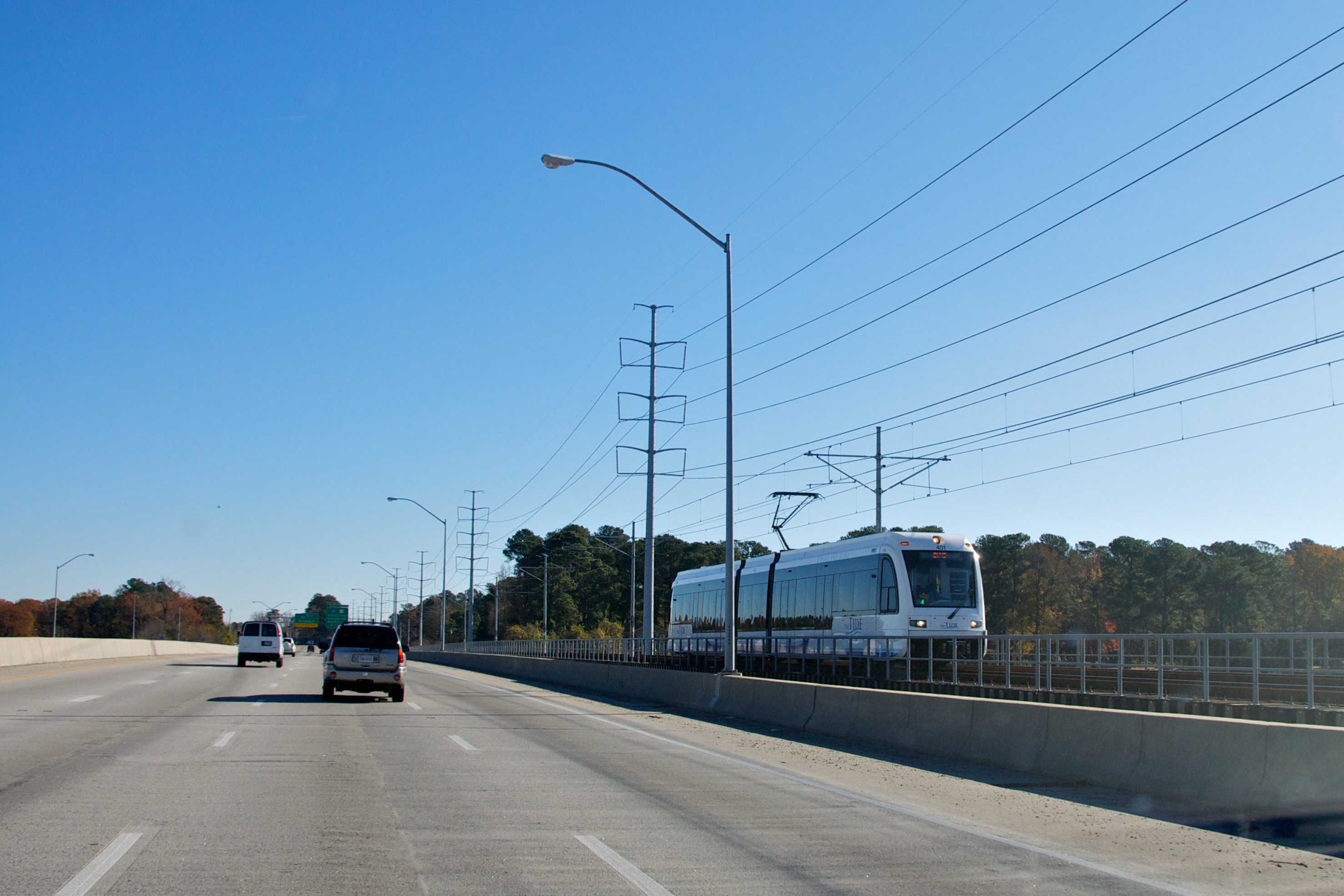
Рухомий склад на лінії